# Баррі Атсма
Баррі Атсма (англ. Barry Atsma; нар. 29 грудня 1972) — нідерландський актор. Він став відомим у Нідерландах завдяки ролі у серіалі «Розенгер та Водка Лайм»  («Rozengeur & Wodka Lime») (2001–2005). Він отримав «Golden Calf»,  і премію Рембрандта. На міжнародному рівні Атсма найвідоміший за свою роботу над британським фільмом 2014 року «Подорож Гектора у пошуках щастя» та британським телевізійним серіалом «Розкол» 2018 року.

## Фільмографія
- Подорож Гектора у пошуках щастя (2014)
- Begierde - Mord im Zeichen des Zen (2015)
- Mannenharten 2 (2015)
- Цюрих (2015)
- Розкол (2018–2020)
- Банкір опору (2018)
- Погані банки (2018-2020, серіал)
- Клем (2017–2020, серіал)
- Тура (2019)
- Tatort : Das Monster von Kassel (2019, серіал)